# ترانزيتو أماغونيا

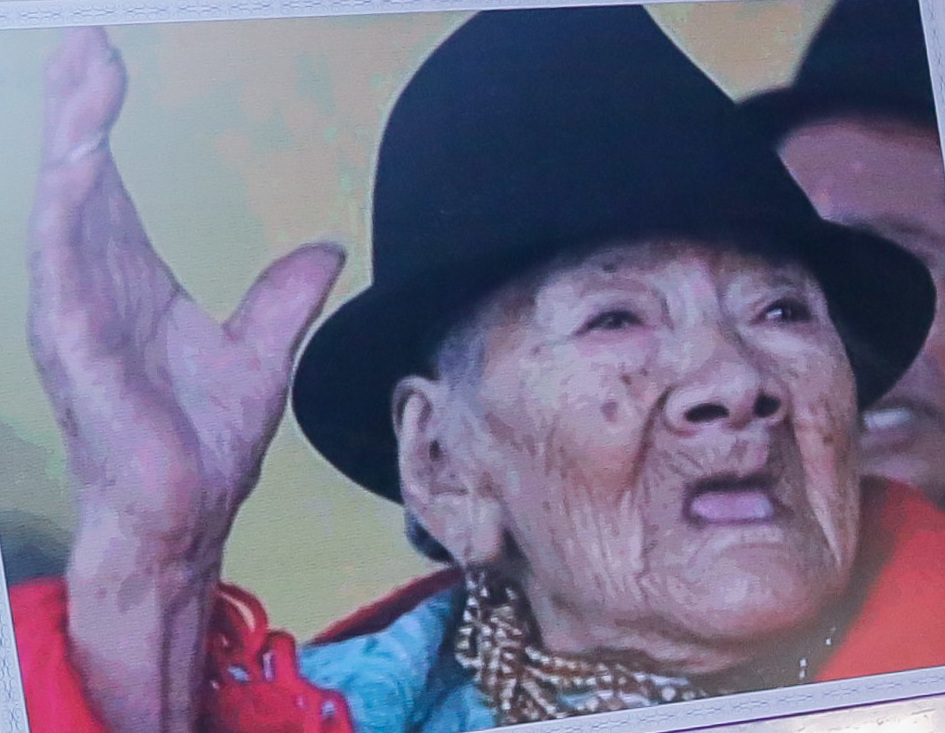
الإكوادور ، 8 مارس 2022. - إزاحة الستار عن اللوحة التذكارية لـ Amaguaña Transit.

كانت ترانزیتو آماغونیا ( ولدت في 10 سبتمبر 1909، توفي في 10 مايو 2009 عن 99 عاما)  أحد قادة الحركة السكان الأصليين الإكوادورية الأصلية وأحد مؤسسي اتحاد الهنود الحمر الإكوادوريون إلى جانب دولورس كاكجوانغو، وحصلت على جائزة (اف إي أي ) من قبل الرئيس لوسيو غوتيريزلعملها طوال حياتها في حركة السكان الأصليين الإكوادورية.

## سيرة حياة
توفي ترانزيتو أماغوانا في 10 مايو 2009 عن عمر يناهز 99 عاما في نفس المجتمع الذي ولدت فيه، وحضر جنازتها الرئيس رافائيل كوريا ونائب الرئيس لينين مورينو آنذاك والعديد من قادة قطاعات العمال والفلاحين والسكان الأصليين في الإكوادور.
نظرا لأنه كان من الشائع أن يتم اغتصاب الفتيات من قبل ملاك الأراضي قررت والدة ترانزيتو أن ابنتها ستكون أفضل حالا في الزواج من رجل أكبر سنا، وفي سن الخامسة عشرة تزوجت من رجل يبلغ من العمر 25 عاما وحملت على الفور تقريبا، وكان زوج ترانزيتو قاسيا للغاية وكان يضربها باستمرار، وانضمت ترانزيتو الشابة إلى الحزب الاشتراكي وعندما اكتشف زوجها ذلك ضربها بعنف لدرجة أنه أُنهِك هو نفسه   في صباح اليوم التالي وجد ترانزيتو مولودها ميتا في سريره.
واصلت ترانزيو حضور الاجتماعات وأصبحت تشارك فأكثر في مواجهة سياسة والظلم ضد السكان الأصليين في الإكوادور، وعندما تمكنت من تحرير نفسها من زوجها العنيف كان لديها طفلان آخران منه.
كانت ترانزيتو تعمل في المزرعة بمفردها مقابل الطعام لها ولأبنائها، ، وفي عام 1930 ساعد على الوصول إلى إطلاق أول منظمة للسكان الأصليين في بلادها وشارك في 26 مسيرة إلى العاصمة كيتو للمطالبة بالعدالة لشعبها، وكانت كيتو على بعد 66 كيلومترا من منزلها وشاركت ترانزيتو في هذه المسيرات وهي تحمل إبنيها معها.
بمبادرتها الخاصة وبدون دعم حكومي أنشأت المدارس الريفية في عام 1945وأنشأت أربعة مدارس ثنائية اللغة الاسبانية في مقاطعة كايامبه، وساعدت في تنظيم أول نقابة عمالية وكان أحد المشاركين . فيها.استمر إضراب لمدة ثلاثة أشهر قبل أن يدخل الجيش ويدمر منازل العمال المشاركين فيها ويقبض عليهم، واضطرت ترانزيتو إلى العيش متخفية من السلطات طيلة الـ 15 شهرا المقبلة،وكانت تحظى بإعجاب كبير من شعبها،وانضمت لاحقا إلى الحزب الشيوعي وسافرت إلى الاتحاد السوفيتي كممثل للشعب الإكوادوري، وتم القبض على ترانزيتو واحتجازها أثناء عودتها من إحدى هذه الجولات، وقد اتُهم بتهريب الأسلحة والأموال البلشفية للتحريض على الثورة، وقد كان الشيء الوحيد الذي كان بحوزته هو وثائق للترويج للإصلاح الزراعي.
تم الإفراج عنها بعد 4 أشهر بعد إجبارها على التوقيع على إفادة بأنها لن تستمر في "تحريض" الناس. لكنها لم تتوقف وبالطريقة الحقيقية للمرأة الثورية التي كانت عليها واصلت العمل والنضال من أجل المساواة والعدالة لشعبها، وتقاعدت ترانزيتو على معاش حكومي، وتوفيت في قريته بسيلو لأسباب غير معروفة، وتوفيت ترانزيتو أماغوانا في 10 مايو 2009 عن عمر يناهز 99 عاما في نفس المجتمع الذي ولدت فيه، وحضر جنازتها الرئيس رافائيل كوريا ونائب الرئيس لينين مورينو آنذاك وقادة من مختلف قطاعات العمال والفلاحين والسكان الأصليين في الإكوادور، وفقدان زعيم في سن 99 عام يترك إرثه في كفاحه الذي لم يتزلزل من أجل شعبه، وتترك الأرض والمياه والتعليم لأبنائها وبناتها، وأشار هامبرتو كولانغو رئيس حركة السكان الأصليين (إكواروناري) إلى أن "رحيل ماما ترانزيتو رافقه خسارة عظيمة   وفراغًا كبيرا لحركة السكان الأصليين."

## انظر ایضا
- ميكايلا باستيداس
- دولوريس كاكوانغو
- جوليانا الهند
- بارتولينا سيسا